# Прапор Іванівського району (Херсонська область)
Пра́пор Іва́нівського райо́ну — офіційний символ Іванівського району Херсонської області, затверджений 19 квітня 2011 року рішенням 5 сесії Іванівської районної ради 6 скликання. Авторами проекту прапора є Бондар Валерій Іванович, Кидалов Денис Миколайович, Котарєва Галина Михайлівна.

## Опис
Прапор являє собою прямокутне полотнище із співвідношенням сторін 2:3 та складається з двох рівних горизонтальних смуг — зеленої і жовтої. Біля древка розміщено три колоски, середній з яких найвищий, жовтого кольору на зеленому фоні та зелені — на жовтому.

## Символіка
- Зелена смуга на прапорі символізує степи.
- Жовта смуга — хлібне поле.
- Колоски означають основне заняття мешканців району — землеробство.